# Marko Brest
Marko Brest (10 maggio 2002) è un calciatore sloveno, attaccante dell'Olimpia Lubiana.

## Caratteristiche tecniche
Gioca come ala sinistra.

## Carriera

### Club
Brest è cresciuto nel Drava Ptuj dove ha debuttato il 27 luglio 2019 nell'incontro di Druga slovenska nogometna liga perso 3-1 contro il Dekani. Ha segnato il suo primo gol il 5 maggio 2021, contro il Fužinar.
Il 5 luglio seguente è stato ceduto a titolo definitivo all'Aluminij, con cui ha firmato un triennale. Retrocesso al termine della stagione, in quella seguente ha aiutato il club a ritornare in prima divisione segnando nei play-off contro il Gorica. Il 31 agosto 2023 è stato acquistato a titolo definitivo dall'Olimpia Lubiana.

### Nazionale
Ha giocato nella nazionale slovena Under-21.

## Statistiche

### Presenze e reti nei club
Statistiche aggiornate al 17 aprile 2024.
| Stagione        | Squadra         | Campionato      | Campionato | Campionato | Coppe nazionali | Coppe nazionali | Coppe nazionali | Coppe continentali | Coppe continentali | Coppe continentali | Altre coppe | Altre coppe | Altre coppe | Totale | Totale | Totale |
| Stagione        | Squadra         | Comp            | Pres       | Reti       | Comp            | Pres            | Reti            | Comp               | Pres               | Reti               | Comp        | Pres        | Reti        | Pres   | Reti   |        |
| --------------- | --------------- | --------------- | ---------- | ---------- | --------------- | --------------- | --------------- | ------------------ | ------------------ | ------------------ | ----------- | ----------- | ----------- | ------ | ------ | ------ |
| 2019-2020       | Drava Ptuj      | 2.SNL           | 6          | 0          | CS              | 0               | 0               |                    | -                  | -                  |             | -           | -           | 6      | 0      |        |
| 2020-2021       | Drava Ptuj      | 2.SNL           | 10         | 1          | CS              | 1               | 0               |                    | -                  | -                  |             | -           | -           | 11     | 1      |        |
| 2021-2022       | Aluminij        | 1.SNL           | 30         | 0          | CS              | 1               | 0               |                    | -                  | -                  |             | -           | -           | 31     | 0      |        |
| 2022-2023       | Aluminij        | 2.SNL           | 28+2       | 5+1        | CS              | 3               | 1               |                    | -                  | -                  |             | -           | -           | 33     | 7      |        |
| ago. 2023       | Aluminij        | 1.SNL           | 5          | 2          | CS              | 0               | 0               |                    | -                  | -                  |             | -           | -           | 5      | 2      |        |
| 2023-2024       | Olimpia Lubiana | 1.SNL           | 20         | 3          | CS              | 3               | 2               | UECL               | 5                  | 0                  |             | -           | -           | 28     | 5      |        |
| Totale carriera | Totale carriera | Totale carriera | 101        | 12         |                 | 8               | 3               |                    | 5                  | 0                  |             | -           | -           | 114    | 15     |        |